# Pampash
Pampash, o Don Bosco de Pampash es un centro poblado del distrito de Chacas, ubicado en la provincia de Asunción, en el departamento de Áncash. Cuenta con una población aproximada de 450 habitantes dedicada mayormente a labores agrícolas y ganaderas.
Pampash es uno de los 5 centros poblados más grandes de la provincia de Asunción. Se localiza sobre los 3300 m s. n. m. y a 15 minutos de Chacas, capital de la provincia. Su ámbito territorial es menos accidentado por lo que posee parcelas de gran extensión dedicadas a la agricultura, mientras que los pisos altos ubicados sobre los 4000 m s. n. m. sirven para la ganadería a baja escala.
Los centros poblados más cercanos son Viscas al este y Chinlla al norte, comunicadas con la carretera distrital Jambón-Chinlla. Cuenta con el colegio Julio C. Tello que brinda estudios de nivel primario y secundario. 

## Ecología
Flora
La flora está dominada en gran parte por la especie alóctona eucalipto. Que se localiza en gran porcentaje del territorio pampashino por debajo de los 3500 m s. n. m., debido a su intensiva forestación a inicios de los años 1980. Esta especie comparte el hábitat con la vegetación autóctona andina, como el quenual, la quishuar, el molle, el ichu, y un abundante número de plantas aromáticas como el cedrón y la muña, entre otras.
Fauna
La fauna autóctona está compuesta por variadas especies animales que habitan en los diferentes ecosistemas existentes. Entre los mamíferos, destacan la taruca, el venado el oso de anteojos y el zorro en las zonas más espesas de los bosques de puna, y roedores como la vizcacha y la muca en las zonas pedregosas. También hay una gran diversidad de aves: rapaces, como el cóndor, el gavilán y el cernícalo, y nocturnas, como el búho; aves acuáticas, como el pato andino, y paseriformes, como el gorrión común, el jilguero y el ruiseñor. Entre los reptiles, habitan saurios como la lagartija, y ofidios, como la culebra. En cuanto a los anfibios, habitan el sapo y la rana verde.